# 76. pehotna divizija (ZDA)
76. pehotna divizija (izvirno angleško 76th Infantry Division) je bila pehotna divizija Kopenske vojske ZDA.